# Schule für Feldjäger und Stabsdienst der Bundeswehr

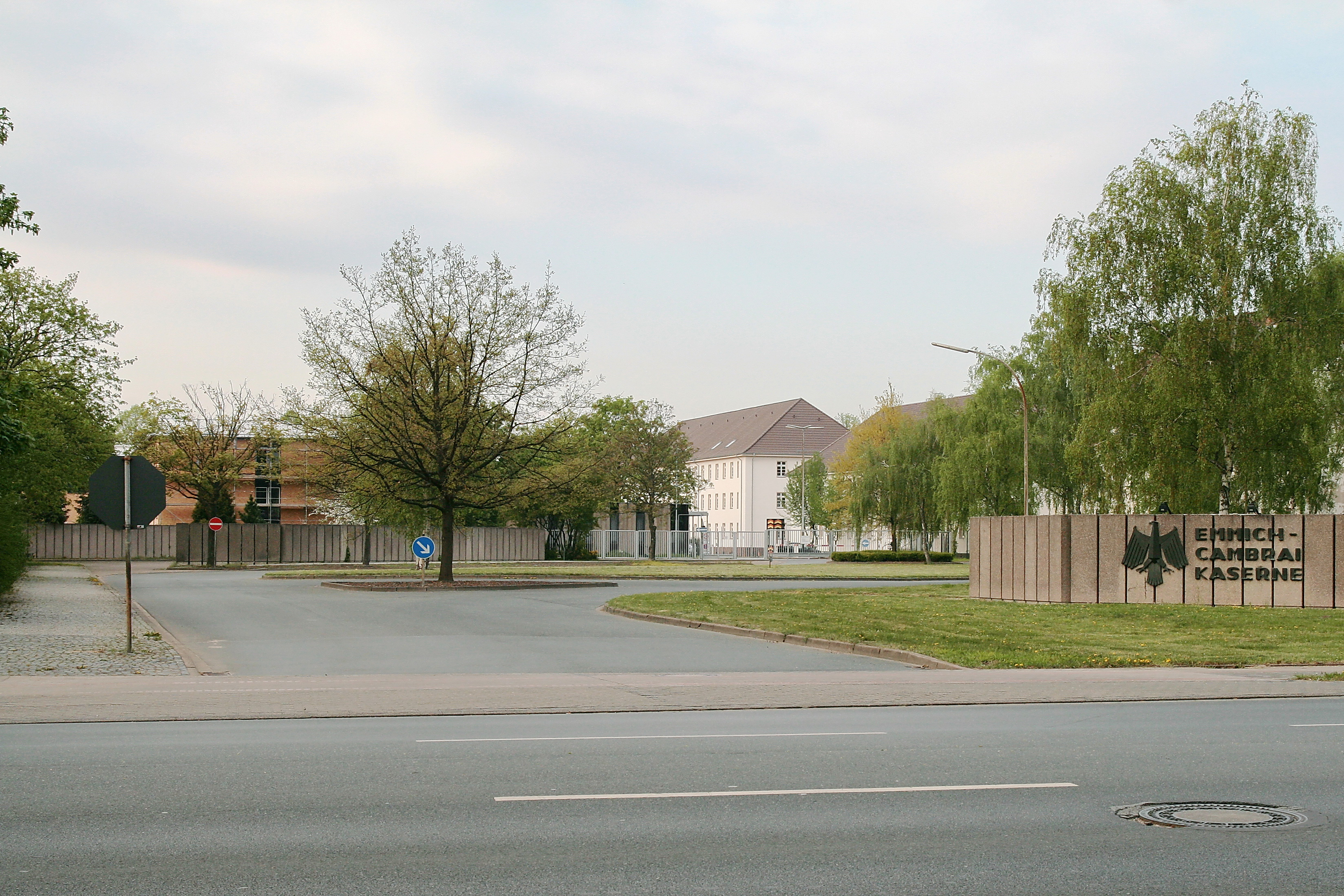
Feldjägerschule in der Hauptfeldwebel-Lagenstein-Kaserne in Hannover

Die Schule für Feldjäger und Stabsdienst der Bundeswehr (SFJg/StDstBw) ist eine Ausbildungseinrichtung der Streitkräftebasis (ehemals Schule des Heeres). Nachdem sie über fünfzig Jahre in Sonthofen stationiert gewesen war, befindet sie sich seit 2009 in Hannover. Es wird hier insbesondere die Ausbildung für das Feldjägerwesen und für den Stabsdienst durchgeführt.

## Auftrag
Sie bildet seit 1. Juli 2009 im Rahmen der zentralen streitkräftegemeinsamen Stabsdienstausbildung Soldaten aus, die in Stabsfunktionen eingesetzt sind oder eingesetzt werden sollen. Darunter fallen beispielsweise die Lehrgänge „Personalstabsoffizier/Personaloffizier der Streitkräfte“, „Kompaniefeldwebel der Streitkräfte“, „Personalunteroffizier der Streitkräfte“, „Stabsdienstsoldat der Streitkräfte“ und andere. Außerdem werden an dieser Ausbildungseinrichtung die Feldjäger, die Militärpolizei der Bundeswehr, ausgebildet.
Zur Durchführung ihres Lehrauftrags verfügt die Schule neben dem Übungszentrum der Feldjäger über zwei Lehrgruppen. In der Lehrgruppe A werden Laufbahnlehrgänge, Verwendungs- und Weiterbildungslehrgänge für Offiziere und Unteroffiziere der Feldjägertruppe durchgeführt. In der Lehrgruppe B werden Fach- und Verwendungslehrgänge für Soldaten aller Dienstgradgruppen der Streitkräftebasis, des Heeres und des Zentralen Sanitätsdienstes der Bundeswehr angeboten. Ferner werden Lehrgänge auf dem Gebiet Alarmierung und Mobilmachung angeboten und Offizieranwärter des Militärfachlichen Dienstes zum Stabsmanager ausgebildet.

## Geschichte

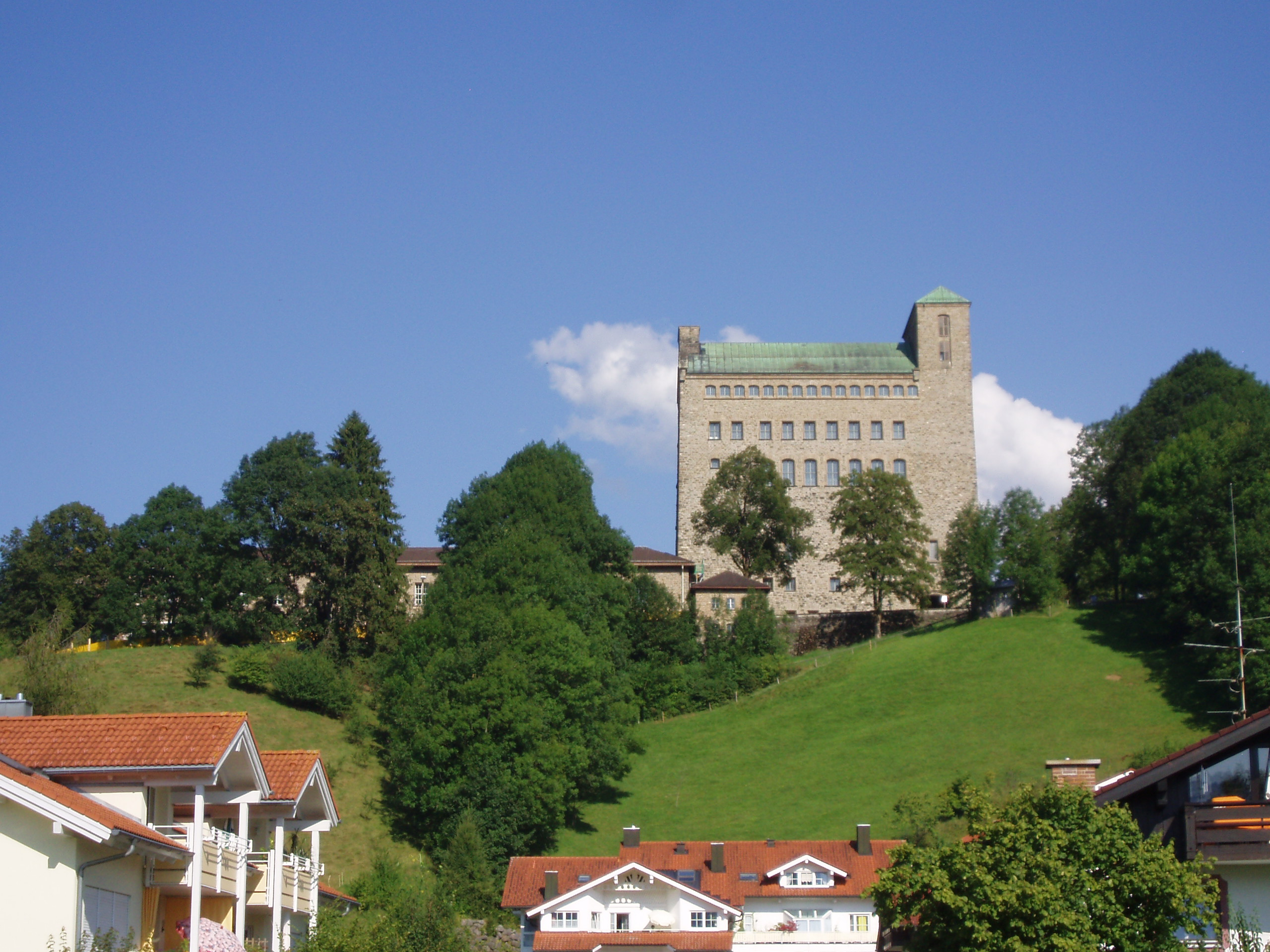
Ehemaliger Standort der Schule für Feldjäger und Stabsdienst der Bundeswehr in der Generaloberst-Beck-Kaserne in Sonthofen

Gemäß Aufstellungsbefehl des Bundesministers für Verteidigung vom 7. Juni 1956 wurde die Feldjägerschule am 23. Juni 1956 in Sonthofen im Allgäu in der Generaloberst-Beck-Kaserne (GOB) aufgestellt. Im zweiten Halbjahr 1959 wurden die ersten Rekruten (zurückgestellte Wehrpflichtige) in der „Feldjägerschule der Bundeswehr“ aufgestellt. 1972 erfolgte die Erweiterung der Schule um den Stabsdienst. 1975 wurde die Schule um die Fachschule des Heeres für Wirtschaft erweitert und in Schule für Feldjäger und Stabsdienst und Fachschule des Heeres für Wirtschaft umbenannt. Ein Jahr später folgte eine erneute Umbenennung in Schule für Feldjäger und Stabsdienst und Fachakademie für Wirtschaft des Heeres (SFJg/StDst/FAkWiH). Von 1975 bis 1982 verfügte sie über eine dritte Lehrgruppe, in der Fachlehrgänge Betriebswirtschaft durchgeführt wurden. 1978 wurde an der Schule eine erste NATO-Tagung abgehalten.
Nach der Verlegung der Fachakademie für Wirtschaft des Heeres nach Darmstadt wurde die Schule in Schule für Feldjäger und Stabsdienst umbenannt. 1991 wurden neue Internatsgebäude eingeweiht. 1992 ging man eine Partnerschaft mit der Ecole D’application Du Train in Tours ein. Die bis dahin dem Heeresamt unterstehende Feldjägertruppe wurde 2001/2002 zusammen mit der Schule vom Heer in die Streitkräftebasis überführt und 2003 in Schule für Feldjäger und Stabsdienst der Bundeswehr (SFJg/StDstBw) umbenannt. 2006 wurden erste Lehrgänge für Zivil-militärische Zusammenarbeit eingeführt. Seit dem 20. Februar 2013 untersteht die Schule dem Kommando Feldjäger der Bundeswehr (KdoFJgBw) in Hannover.
Im Jahr 2009 erfolgte der Umzug in die Emmich-Cambrai-Kaserne, der  heutigen Hauptfeldwebel-Lagenstein-Kaserne in Hannover.

## Kommandeure

Ehemaliges Verbandsabzeichen als Schule des Heeres

Von 1998 bis 2002 war der Schulkommandeur zugleich General der Feldjägertruppe.
- Oberst Julius Wölfinger (1956–1958)
- Oberst Helmuth Ballhorn (1958–1963)
- Oberst Werner Elfering (1963–1967)
- Oberst Erwin Koch (1967–1970)
- Oberst Ernst Ross (1970–1974)
- Oberst Wigbert Hackenbuchner (1974–1977)
- Oberst Helmut Meitzel (1977–1979)
- Oberst Günther Wohlgemuth (1979–1984)
- Oberst Oskar Ritter von Waechter (1984–1988)
- Oberst Siegfried Schlolaut (1988–1993)
- Oberst Reinhard Herzog (1993–2000)
- Oberst Götz-Dieter Helms (2000–2002)
- Oberst Detlef-Holger Müller (2002–2008)
- Oberst Hubert Katz (2008–2013)
- Oberst Eckart Keller (2013–2016)
- Oberst Dirk Waldau (2016–2019)
- Oberst Ralf Broszinski (2019–2022)
- Oberst Heiko Thieser (seit September 2022)[7]